# Весёлое (Никольский район)
Весёлое (укр. Веселе) — село на Украине, находится в Никольском районе Донецкой области.
Код КОАТУУ — 1421781802. Население по переписи 2001 года составляет 162 человека. Почтовый индекс — 87023. Телефонный код — 6246.

## Адрес местного совета
87023, Донецкая область, Никольский р-н, с. Зелёный Яр, ул. Молодижна, 11, 9-37-28